# Burg Pienzenau
Die Burg Pienzenau ist eine abgegangene hochmittelalterliche Spornburg auf 690 m ü. NHN am unmittelbaren Hangrand zur Schlierach etwa 650 Meter südwestlich der Ortsmitte von Großpienzenau, einem Ortsteil der Gemeinde Weyarn im Landkreis Miesbach in Bayern.
Vermutlich wurde die Burg im 11. Jahrhundert von den Herren von Pienzenau als nachfolgender Stammsitz auf der Turmhügelburg Beim Kistlerbauern erbaut.
Von der ehemaligen Burganlage, die durch einen hohen inneren und zwei flachere äußere Wall-Graben-Systeme vom Hochufer der Schlierach getrennt war, zeugen noch Geländespuren. Heute ist die Stelle als Bodendenkmal D-1-8136-0033 „Burgstall des Mittelalters und der frühen Neuzeit ("Burg Pienzenau")“ vom Bayerischen Landesamt für Denkmalpflege erfasst.